# William Alston
William Payne Alston né le 29 novembre 1921 à Shreveport en Louisiane et mort le 13 septembre 2009 à Jamesville (New York) (en) est un philosophe américain.

## Biographie et carrière académique
Ses contributions marquent la philosophie du langage, l'épistémologie et la philosophie chrétienne. Il obtient le grade de docteur en philosophie à l'université de Chicago en 1951. Alston devient professeur de philosophie à l'Université du Michigan jusqu'en 1971. Il enseigne ensuite à l'Université Rutgers pendant cinq ans, puis à l'Université de l'Université de l'Illinois à Urbana-Champaign de 1976 à 1980, puis à l'Université de Syracuse de 1980 à 1992.
Ses travaux sur le fondamentalisme, l'externalisme, les actes illocutionnaires et la valeur épistémologique de l'expérience mystique, parmi d'autres objets de sa recherche, retiennent son attention et ont une influence réelle parmi ses pairs. Comme beaucoup de philosophes américains, Alston appartient à la Philosophie analytique. 
Avec Alvin Plantinga, Nicholas Wolterstorff et Robert Adams, Alston participe à la création de la revue Faith and Philosophy  et à la Society of Christian Philosophers.
Avec Plantinga, Wolterstorff et d'autres chercheurs Alston est l'un des représentants  éminents de ce que l'on appelle l'épistémologie protestante (une appellation qu'Alston comme épiscopalien n'assumera jamais), école de pensée importante dans la réflexion chrétienne au XXe siècle.Alston préside l'Association américaine de Philosophie en 1979. Il est généralement considéré comme l'une des figures centrales du renouveau de la philosophie de la religion. Il est élu membre de l'Académie américaine des arts et des sciences in 1990.
Il meurt dans sa maison de Jamesville le 13 septembre 2009.

## Bergson et Alston
Anthony Feneuil, assistant à la Faculté de Théologie de l'Université de Genève, dans un article  mis en ligne en juillet 2012 de la revue ThéoRèmes, examine la validité de l'expérience religieuse en référence à William James ou Henri Bergson qu'il rapproche d'Alston  et pose la question du subjectivisme ou de l'universalité de l'expérience religieuse.  Alston et Bergson  semblent défendre la même thèse de la valeur de l’expérience mystique pour la connaissance (sa valeur épistémique). C'est l'occasion pour Feneuil de montrer la différence d'approche entre philosophie analytique et philosophie dite « continentale » (l'Europe et d'une manière générale la philosophie telle qu'elle se pratique dans les pays qui ne sont pas anglo-saxons). Pourtant selon le collaborateur de Théorèmes, ce n'est pas la différence d'approche de ces deux types de philosophique qui sépare Bergson et Alston, mais une autre conception de l'expérience mystique.